# Saint-Loup-de-Varennes
Saint-Loup-de-Varennes és un municipi francès situat al departament de Saona i Loira i a la regió de Borgonya - Franc Comtat. L'any 2009 tenia 1.130 habitants.

## Història
| Data d'elecció                           | Identitat      | Partit | Qualitat |
| ---------------------------------------- | -------------- | ------ | -------- |
| 2001-                                    | Francis Debras |        |          |
| les dades anteriors no són pas conegudes |                |        |          |
|                                          |                |        |          |

## Demografia
| A partir de 1990: Població sense dobles comptes |

## Personatges il·lustres
- Nicéphore Niepce (1765-1833) va viure i va morir al poble, on hi va fer la primera fotografia.